# Cancer Research (журнал)
Cancer Research — рецензируемый медицинский журнал издаваемый American Association for Cancer Research. Он посвящён всем аспектам исследования рака и близким областям науки. Главный редактор Чи Ван Дан.
Журнал был основан в 1916 году под названием Journal of Cancer Research, затем в 1931 году был переименован в American Journal of Cancer, и получил нынешнее название в 1941.

## Реферирование и индексирование
Журнал реферируется и индексируется в:
- Biological Abstracts
- BIOSIS Previews[англ.][3]
- Chemical Abstracts[4]
- Current Contents/Life Sciences[3]
- Current Contents/Clinical Medicine[3]
- Index Medicus[англ.]/MEDLINE/PubMed[5]
- Science Citation Index[3]
- Scopus[6]

Согласно Journal Citation Reports в 2023 году журнал имел импакт-фактор 12.5.